# レモーラ
『レモーラ』（原題: Lemora: A Child's Tale of the Supernatural）は、1973年に製作されたアメリカ合衆国のホラー映画。日本では、劇場未公開。

## あらすじ
ライラは幼いころから教会で育ち、今では聖歌隊のメンバーを務めるほどだった。ある日、レモーラという女性から、凶悪犯罪者であるライラの父が危篤だという報せを受け取った。
ライラはこっそり教会を抜け出し、レモーラのもとへ向かうが、そこで彼女は怪物となった父と再会した。

## キャスト
- レモーラ：レスリー・ギルブ
- ライラ：シェリル・スミス
- アルヴィン：ウィリアム・ホイットン
- マキシム・バランタイン
- スティーヴ・ジョンソン
- リチャード・ブラックバーン